# Stenobothrus miramae
Stenobothrus miramae är en insektsart som beskrevs av Vitaly Michailovitsh Dirsh 1931. Stenobothrus miramae ingår i släktet Stenobothrus och familjen gräshoppor. Inga underarter finns listade i Catalogue of Life.